# تپه سیلو
تپه سیلو مربوط به هزاره اول قبل از میلاد است و در شهرستان نقده، بخش محمدیار، دهستان المهدی، شهرک المهدی واقع شده و این اثر در تاریخ ۲۵ آبان ۱۳۸۷ با شمارهٔ ثبت ۲۳۶۰۲ به‌عنوان یکی از آثار ملی ایران به ثبت رسیده است.